# József Horváth (Schachspieler)
József Horváth (* 13. August 1964 in Budapest) ist ein ungarischer Schach-Großmeister, -trainer und internationaler Schachschiedsrichter.

## Leben
Horváth hat mit acht Jahren das Schachspiel gelernt. Er wurde 1984 Internationaler Meister und 1990 Großmeister. Horváth hat dreimal, in den Jahren 1987, 1993 und 1994, die offene ungarische Schachmeisterschaft gewonnen. Er ist Trainer von Großmeister Ádám Horváth und betreut die ungarische Frauenauswahl. Seit 2011 trägt József Horváth den Titel FIDE Senior Trainer. Sein Bruder Csaba ist ebenfalls Großmeister.
Horváth siegte oder belegte vordere Plätze in vielen Turnieren: I. Platz oder geteilter I. Platz in Budapest (1988, 1989, 1993, 1994 und 1997), Andorra (1989), Cannes (1992), Leukerbad (1992), Zalakaros (1995, 1996), Velden am Wörther See (1995), Paks (1996), Bischwiller (1999), Helsinki (2001), Chambéry (2001), Zalakaros (2002, 2004), Val Thorens (2002, 2006), Paris (2003) und Verona (2005).
Seine Elo-Zahl beträgt 2425 (Stand: Dezember 2021), seine bisher höchste war 2567 im Juli 2009.

## Nationalmannschaft
Für die ungarische Nationalmannschaft nahm er in den Jahren 1990, 1992 und 1998 an der Schacholympiade teil, sowie zweimal (1989 und 1992) an der Mannschaftseuropameisterschaft und an der Mannschaftsweltmeisterschaft 1989.

## Vereine
In Ungarn spielte Horváth in den 1980er und 1990er Jahren für Honvéd Budapest, mit dem er auch sechsmal am European Club Cup teilnahm, später bis 2012 für den Csuti Antal SK Zalaegerszeg, mit dem er 2002, 2003, 2004, 2005, 2006 und 2008 ungarischer Mannschaftsmeister wurde, und von 2013 bis 2016 für Budapesti Titánok Sportegyesület. In der Saison 2016/17 trat er für Lila Futó-Hóbagoly SE an, seit 2017 spielt er für Pénzügyőr Sport Egyesület. In der österreichischen 1. Bundesliga spielte er von 1990 bis 1999 sowie erneut in der Saison 2001/02 und von 2003 bis 2008 für den SC Die Klagenfurter, in der Saison 1999/2000 für die SG Husek/Ottakring und in der Saison 2012/13 für den SK Husek. In Belgien spielte Horváth bis 2012 und erneut seit 2015 für den KSK 47 Eynatten, mit dem er 2004, 2005, 2006, 2010 und 2017 belgischer Mannschaftsmeister wurde. In der Saison 2013/14 spielte er für die Schachfreunde Wirtzfeld. In Frankreich spielte er in der Saison 2001/02 bei NAO Caissa, in der slowakischen Extraliga spielt Horváth in der Saison 2019/20 für den ŠK Aquamarin Podhájska.